# Шећер-Ћехајина ћуприја
Шећер-Ћехајина ћуприја је мост који премошћује реку Миљацку у Сарајеву.

## Историја
За вријеме владавине Османског царства у Сарајеву је изграђено 13 мостова, а један од најупечатљивијих је Шећер-Ћехајина ћуприја. Једини писани документ који указује на годину подизања моста је препис хронограма у Мостару, који показује да је изграђен 994. године по Хиџри (1585/1586. н. е). Према извору, мост је направио човек по имену „Алија звани Хафизадић”.
Шећер-Ћехајина ћуприја је више пута оштећена: током поплава 1619. и 1629. године, као и 1843. године када је Миљацка срушила два стуба. Мост је поново оштећен 1880. године.
Мост је уписан на Листу националних споменика Босне и Херцеговине од стране КОНС-а.